# Phaeacius
Phaeacius é um gênero de aranha da família Salticidae (aranhas saltadoras), encontrada na China subtropical e entre a Índia e a Península da Malásia, incluindo Sri Lanka, Sumatra e Filipinas. Embora outras aranhas possam saltar, os salticídeos, inclusive o Phaeacius, têm uma visão significativamente melhor do que a de outras aranhas, e seus olhos principais são mais aguçados à luz do dia do que os de um gato e 10 vezes mais aguçados do que os de uma libélula. Os olhos principais focalizam com precisão um objeto a distâncias de aproximadamente 2 centímetros até o infinito e, na prática, podem enxergar até cerca de 75 centímetros. Elas não tecem teias.
Enquanto a maioria das aranhas saltadoras são caçadoras ativas, a Phaeacius é excepcionalmente sedentária, geralmente descansando em sua incomum postura achatada por horas ou dias em troncos de árvores, pedaços de madeira ou qualquer outra superfície sólida, onde fica muito bem camuflada. Suas presas preferidas são mariposas e outros insetos, além de aranhas saltadoras. Em geral, os insetos podem se mover ao redor de uma Phaeacius inativa, ou até mesmo sobre seu corpo, mas se o inseto se mover entre o primeiro par de pernas da aranha, a Phaeacius se lança com extrema rapidez para morder a presa. Às vezes, a Phaeacius adota uma abordagem mais ativa, especialmente se não tiver presas por uma semana ou mais. A Phaeacius não entra voluntariamente nas teias e se afasta se tocar em uma acidentalmente. Ela pode morder os fios e puxar com força com as pernas, mas não consegue escapar de teias muito pegajosas.
Os gêneros  Portia e Spartaeus [en] estão intimamente relacionados ao Phaeacius.

## Descrição

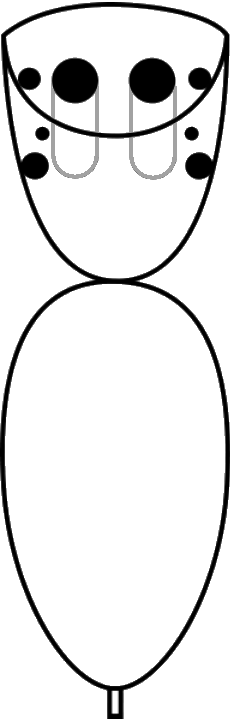
Cefalotórax “quadrado” e padrão de olhos de aranhas saltadoras.

O corpo inteiro da Phaeacius tem de 7,5 a 11,5 milímetros de comprimento e é notavelmente achatado, incluindo a carapaça, enquanto as carapaças de alguns outros grupos são elevadas.:495  O cefalotórax da Phaeacius é relativamente longo, e o ponto mais alto fica um pouco atrás do último par de olhos.:204, 206-208 A Phaeacius é muito bem camuflada; por exemplo, a P. malayensis tem um corpo com marcas cinza e marrom opacas que se assemelham à superfície dos troncos de árvores na floresta tropical.

## Sentidos
As aranhas saltadoras têm oito olhos, os dois grandes na posição central e frontal (os olhos medianos anteriores, também chamados de “olhos principais”),:51 que proporcionam visão aguçada e estão alojados em tubos na cabeça. Os outros seis são olhos secundários, posicionados ao longo das laterais da carapaça e atuando principalmente como detectores de movimento.:16 Embora o par médio de olhos secundários na maioria das aranhas saltadoras seja pequeno, os de Phaeacius e de outros membros da subfamília Spartaeinae [en] são quase tão grandes quanto os outros olhos secundários. Embora outras aranhas possam saltar, os salticídeos, incluindo Phaeacius, têm uma visão significativamente melhor do que a de outras aranhas,:521 e seus olhos principais são mais aguçados à luz do dia do que os de um gato e 10 vezes mais aguçados do que os de uma libélula. Os olhos principais focalizam com precisão um objeto a distâncias de aproximadamente 2 centímetros,:51 e, na prática, podem ver até cerca de 75 centímetros.:53
As aranhas, assim como outros artrópodes, têm sensores, muitas vezes cerdas modificadas, que se projetam através de sua cutícula (“pele”) para o olfato, paladar, tato e vibração.:532-533  Ao contrário dos insetos, as aranhas e outros quelicerados não têm antenas.

## Movimentação
Enquanto a maioria das aranhas saltadoras caminha rapidamente, saltando sobre obstáculos, os movimentos da Phaeacius são muito incomuns. A Phaeacius geralmente usa uma “postura achatada” de cabeça para baixo em uma superfície vertical, com o corpo, as pernas e os pedipalpos pressionados contra a superfície, as pernas traseiras para cima e as outras pernas para baixo,:496-497  e suas marcas e corpo achatado a tornam facilmente escondida contra a casca de um tronco de árvore. Seu hábito de andar com o corpo e as pernas achatadas contra uma superfície ajuda a Phaeacius a ser discreta.

## Alimentação e defesa
Embora quase todas as aranhas saltadoras sejam predadoras, predando principalmente insetos, outras aranhas e outros artrópodes, a Phaeacius não usa as táticas de caça usuais.:502 A maioria das aranhas saltadoras caminha ao longo do dia, de modo a maximizar suas chances de captura, e salta sobre a presa para depois mordê-la. Ao contrário da maioria das aranhas saltadoras, a Phaeacius e outras aranhas da subfamília Spartaeinae não saltam sobre a presa, mas se lançam a cerca de metade do comprimento do corpo do predador.
A Phaeacius é excepcionalmente sedentária para uma aranha saltadora, geralmente descansando na pose achatada por horas ou dias em troncos, pedaços de madeira ou qualquer outra superfície sólida,:502 e captura tipos específicos de presas com mais frequência quando o predador corresponde a esse fundo. Os insetos geralmente podem se mover ao redor de uma Phaeacius inativa, ou mesmo sobre seu corpo ou pernas. No entanto, se o inseto se mover entre o primeiro par de pernas da aranha, a Phaeacius se lança com extrema rapidez, impulsionando seu corpo para cima de 2 a 3 milímetros e para frente cerca de metade do comprimento de seu corpo. A investida termina com as presas da aranha na presa e, muitas vezes, com os dois primeiros pares de pernas formando uma cesta sobre a presa. Quando a presa para de se debater, a Phaeacius retoma a postura achatada e então se alimenta.:502
No entanto, a Phaeacius pode adotar outras abordagens mais ativas, com diferentes andamentos para cada uma delas. Se um inseto permanecer quase parado enquanto a Phaeacius estiver na pose achatada e de frente para o inseto, a aranha pode avançar lentamente até a presa, balançando e mantendo a pose achatada. Para balançar, a Phaeacius avança cerca de metade do comprimento do corpo e, sem pausa, volta suavemente quase à posição anterior. Ele realiza cerca de 10 ciclos desses movimentos, progredindo de 1 a 2 milímetros por ciclo, e depois descansa.:502-504 Esse movimento de balanço pode disfarçar a Phaeacius como sombras no tronco da árvore.:514-515 Ocasionalmente, o inseto permanece parado até que a Phaeacius chegue a cerca de metade do comprimento do corpo e, em seguida, se lança.:502-504
Ao caçar outras aranhas saltadoras e quando o fundo combina com sua coloração, a Phaeacius usa a “insinuação”, na qual espera, às vezes até uma hora, enquanto uma aranha saltadora se move nas proximidades, e então a Phaeacius vira repentinamente até 180° em direção à presa e depois retoma a pose achatada. Em seguida, a Phaeacius se move alguns milímetros em direção à presa e retoma a postura achatada. Se a presa se afastar, a Phaeacius continua a manobra de insinuação, mas se a presa se mover em sua direção, a Phaeacius se lança. Outras aranhas saltadoras não demonstram consciência de uma Phaeacius achatada em um fundo correspondente e aparentemente sobrevivem por sorte.:502-504 Quando o fundo não corresponde à coloração da Phaeacius, outras aranhas saltadoras reconhecem a Phaeacius como uma ameaça.
Às vezes, especialmente se não houver presas por uma semana ou mais, a Phaeacius pode se aproximar dos insetos mais rapidamente, a uma distância de 50 a 100 milímetros e, se necessário, virar-se para encarar a presa. Geralmente, a Phaeacius adota a pose achatada após a virada, mas, às vezes, caminha mais rápido do que o normal e, sem parar, dá um salto de cerca de metade do comprimento do corpo.:502-504 
Em um teste em um fundo que combinava com sua própria coloração, a Phaeacius teve mais sucesso contra outros salticídeos e depois contra mariposas, e também teve sucesso contra moscas e aranhas caçadoras. Em um fundo sem correspondência, a Phaeacius foi mais bem-sucedida contra mariposas.
A Phaeacius não tenta comer os ovos de outras aranhas, não entra em teias voluntariamente e se afasta se tocar em uma acidentalmente. Ela pode morder os fios e puxar com força com as pernas, mas não consegue escapar de teias muito pegajosas.:502 Esse comportamento é bem diferente do de seu parente próximo, Portia, que caça ativamente e pode entrar em qualquer tipo de teia para capturar aranhas e seus ovos.:491
Quando perturbadas, algumas aranhas saltadoras geralmente fogem rapidamente e saltam se forem perseguidas. A Phaeacius permanece em sua postura achatada, a menos que seja perturbada, quando corre rapidamente por cerca de 100 a 300 milímetros e, em seguida, adota a postura achatada e, finalmente, se afasta cerca de 10 minutos depois.:499-500  

## Reprodução
Antes do cortejo, as aranhas machos tecem uma pequena teia e ejaculam nela e, em seguida, armazenam o sêmen em reservatórios em seus pedipalpos,:581-583 que são maiores do que os das fêmeas.:572-573 Phaeacius gira uma plataforma horizontal ou vertical de seda frágil, com cerca de duas vezes o comprimento da aranha em diâmetro, para fazer a muda e botar ovos, mas não em outras ocasiões. Após a muda, a Phaeacius deixa a exúvia descartada pendurada na plataforma. O saco de ovos de uma fêmea é colocado em uma cavidade rasa na superfície de um tronco.:495 

## Taxonomia e distribuição
Phaeacius é um gênero de aranha da família Salticidae (aranhas saltadoras). Phaeacius pertence à subfamília Spartaeinae [en], que se acredita ser primitiva.:491 A filogenética molecular, uma técnica que compara o DNA de organismos para reconstruir a árvore da vida, indica que Phaeacius é um membro da tribo Spartaeini, que Spartaeinae é basal (bastante semelhante aos ancestrais de todas as aranhas saltadoras) e que Phaeacius está intimamente relacionado a  Portia e Spartaeus [en].:236
O gênero é encontrado na China subtropical e entre a Índia e a Península da Malásia, incluindo Sri Lanka, Sumatra e Filipinas.

## Espécies
- Phaeacius alabangensis Wijesinghe, 1991 – Filipinas
- Phaeacius azarkinae Prószyński & Deeleman-Reinhold, 2010 – Sumbava
- Phaeacius biramosus Wijesinghe, 1991 – Sumatra
- Phaeacius canalis Wanless, 1981 – Filipinas
- Phaeacius fimbriatus Simon, 1900 – Nepal, Java
- Phaeacius hampi Freudenschuss & Seiter, 2016 – Filipinas
- Phaeacius lancearius (Thorell, 1895) – Índia, Myanmar
- Phaeacius leytensis Wijesinghe, 1991 – Filipinas
- Phaeacius mainitensis Barrion & Litsinger, 1995 – Filipinas
- Phaeacius malayensis Wanless, 1981 – China, Malásia, Singapura, Sumatra
- Phaeacius saxicola Wanless, 1981 – Nepal
- Phaeacius wanlessi [en] Wijesinghe, 1991 – Nepal, Sri Lanka
- Phaeacius yixin Zhang & Li, 2005 – China
- Phaeacius yunnanensis Peng & Kim, 1998 – China